# Mignéville
Mignéville is een gemeente in het Franse departement Meurthe-et-Moselle (regio Grand Est) en telt 169 inwoners (2004). De plaats maakt deel uit van het arrondissement Lunéville.

## Geografie
De oppervlakte van Mignéville bedraagt 6,5 km², de bevolkingsdichtheid is 26,0 inwoners per km².
De onderstaande kaart toont de ligging van Mignéville met de belangrijkste infrastructuur en aangrenzende gemeenten.

## Demografie
Onderstaande figuur toont het verloop van het inwonertal (bron: INSEE-tellingen).

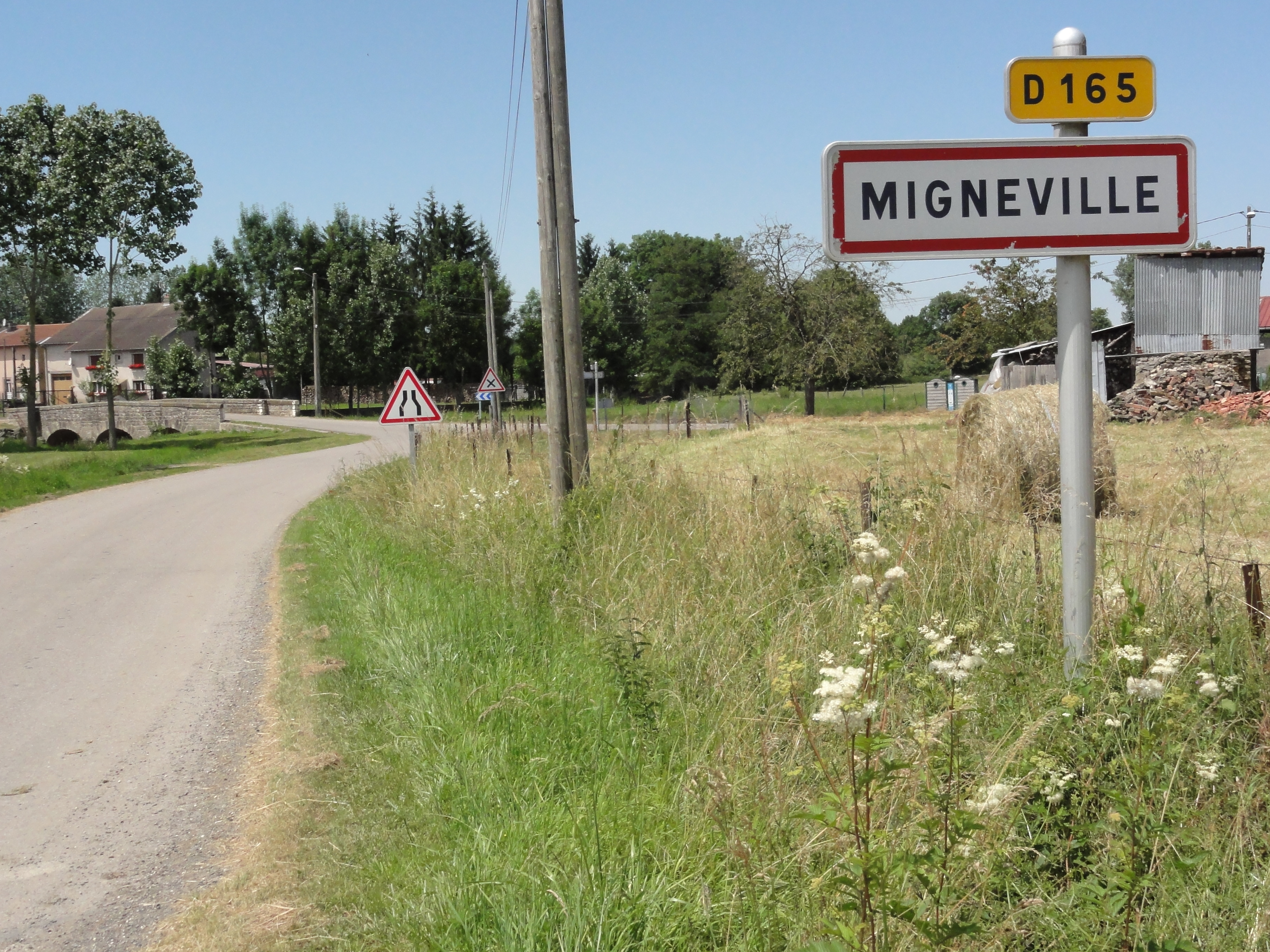
Entrée van Mignéville.
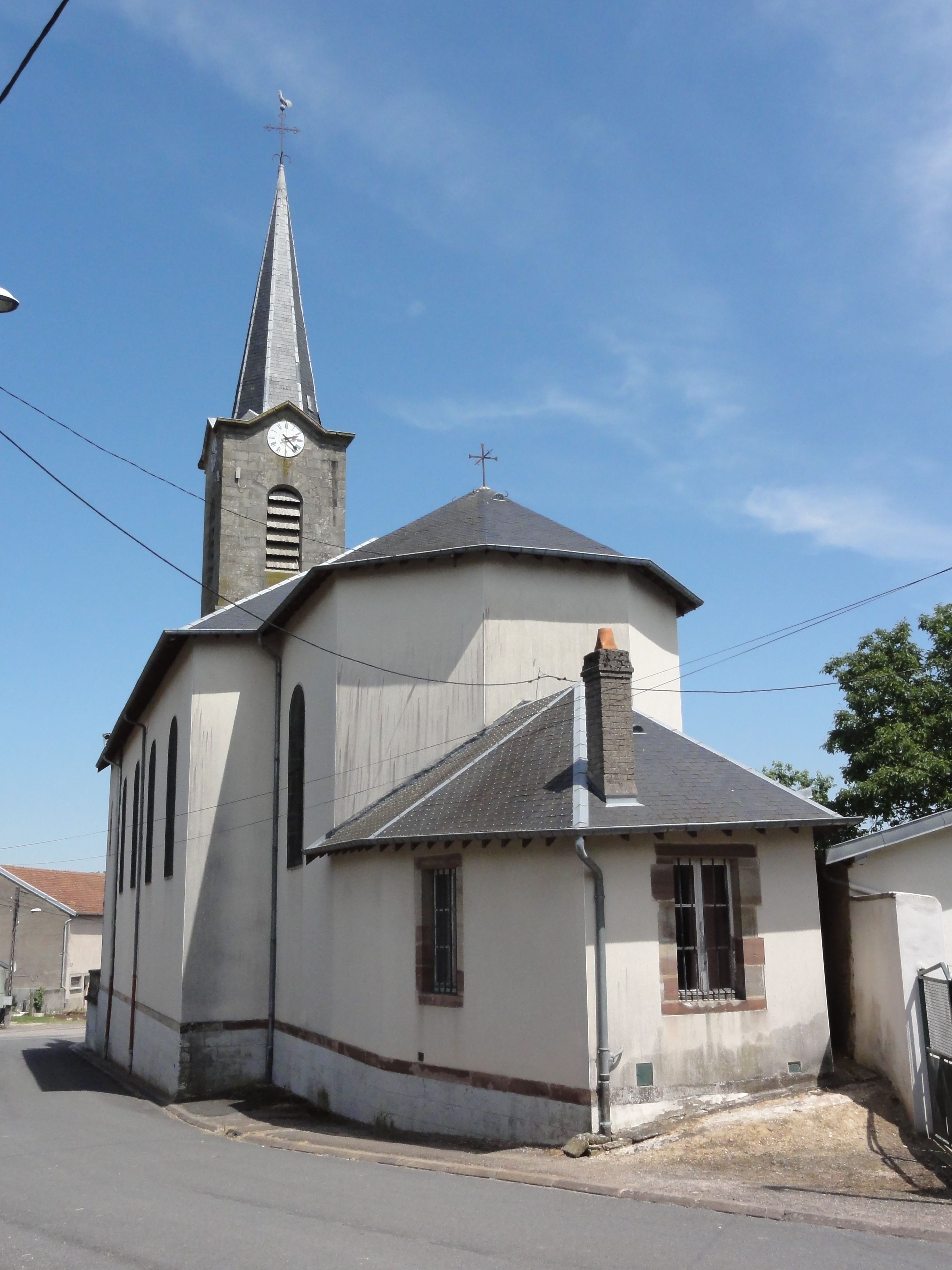
Kerk van Mignéville.
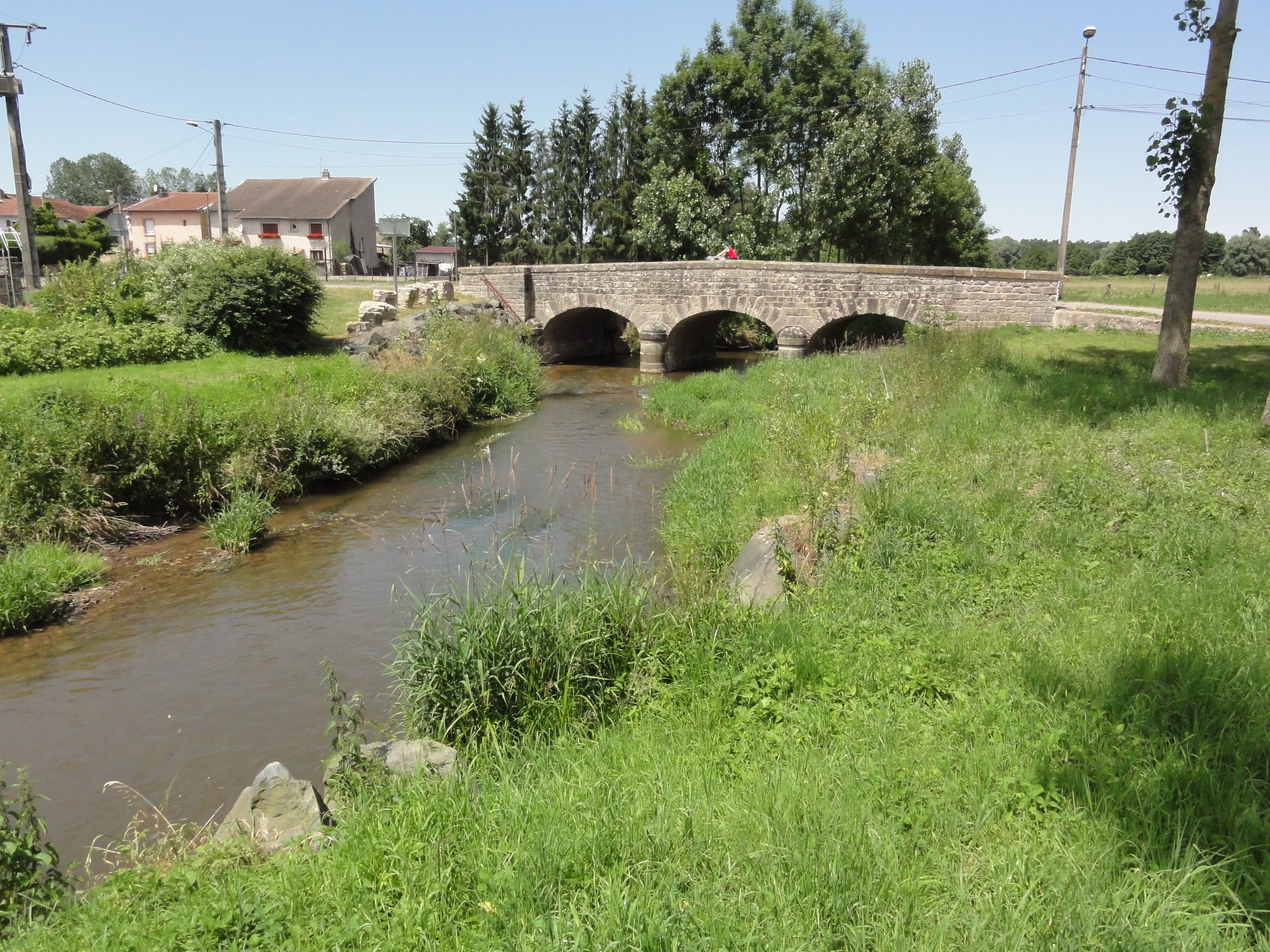
Brug over de Biette.
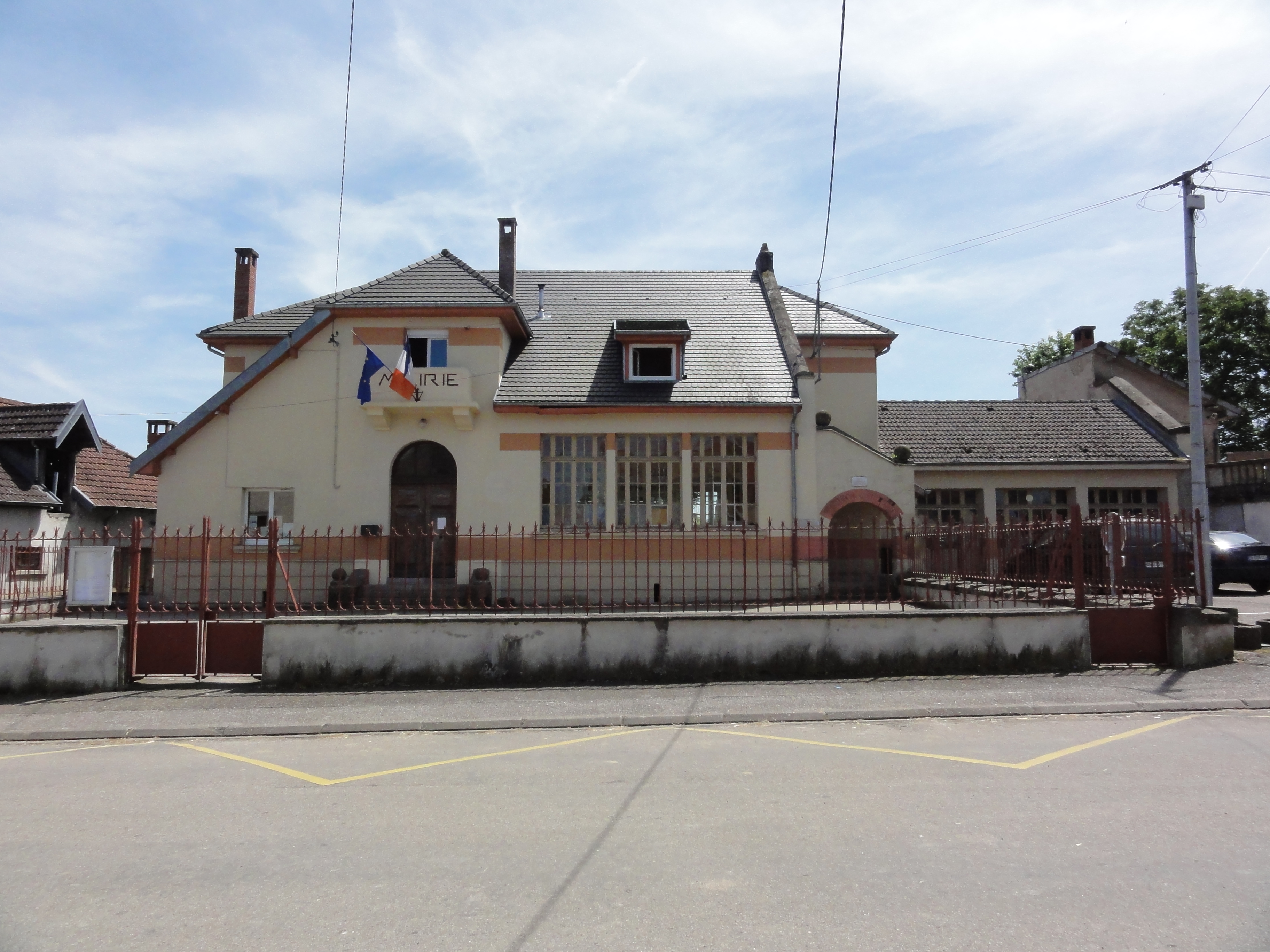
Gemeentehuis met school